# Joe Hanchrow
Joseph „Joe“ G. Hanchrow (auch Chicken Joe Hanchrow, * 24. Mai 1935 in New City (New York); † 1. Oktober 2017) war ein US-amerikanischer Jazzmusiker (Tuba, Kontrabass, Bassgitarre).
Hanchrow besuchte das Peabody Conservatory in Baltimore; während der Ableistung seines Militärdienstes von 1958 bis 1962 spielte er in einer Marineband. In New York City arbeitete er in den folgenden Jahren als Verkäufer und als freischaffender Musiker; daneben gehörte er lange Jahre der Smith Street Society Jazz Band um Herb Gardner und Bruce McNichols an, die seit den frühen 1960er-Jahren besteht. Mit der Dixieland-Formation trat er auch 1980 auf dem Manassas Jazz Festival auf; zu hören ist er auf Alben wie The Smith Street Society Jazz Band Plays Jelly Roll Morton (1980) und I'm Alabamy Bound (1983, u. a. mit Howard Alden). Außerdem spielte er u. a. mit The Manhattan Brass Choir featuring Clark Terry and Urbie Green (Praise to the Living God), mit Keith Ingham/Marty Grosz (Just Imagine... Songs of DeSylva, Brown & Henderson, 1994), mit John Gill's Jazz Kings (I Must Have It!, 2004, u. a. mit Jon-Erik Kellso) und in den 2010er-Jahren als Bassist noch mit Don Keiling & the Lost Chord. Der Diskograf Tom Lord listet seine Beteiligung zwischen 1967 und 2004 bei elf Aufnahmesessions.